# Villa Zeltnerheim

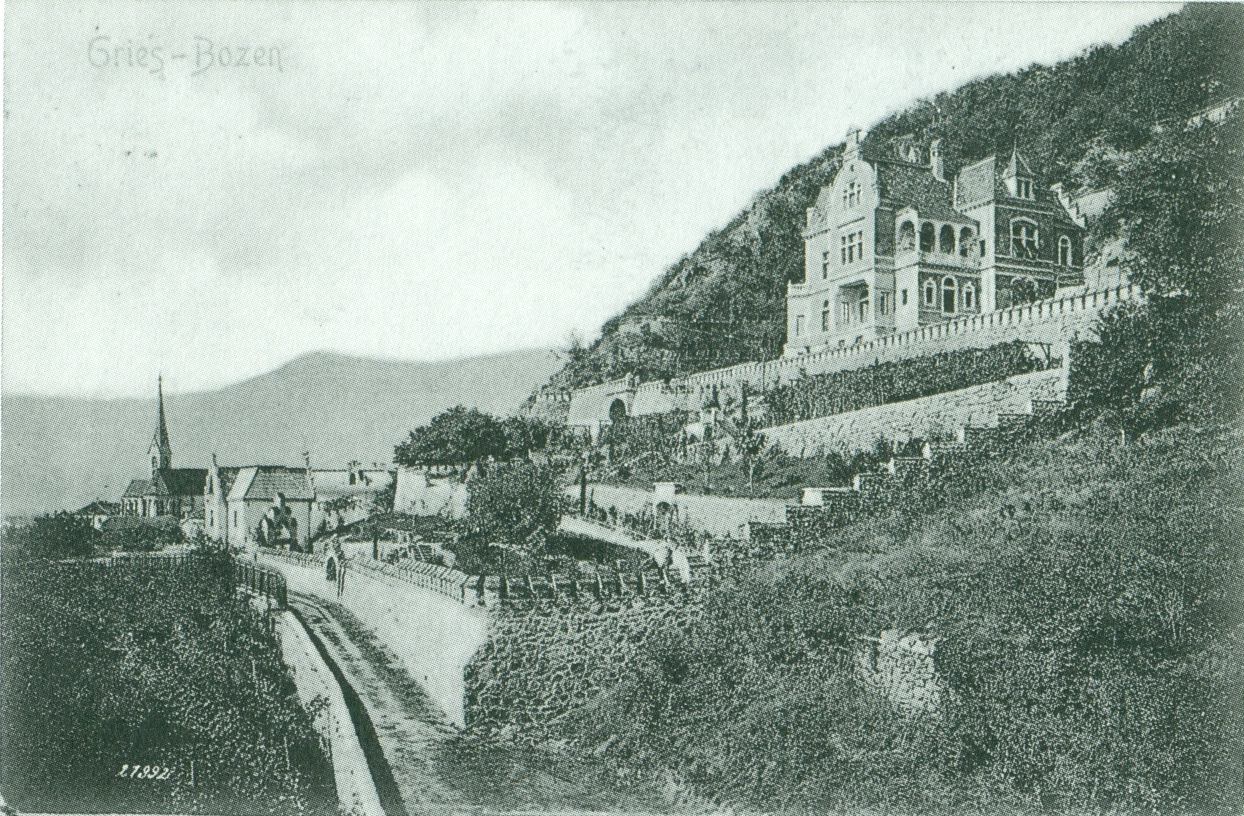
Die Villa Zeltnerheim auf einer historischen Aufnahme. Heute ist das Haus sehr verwachsen.

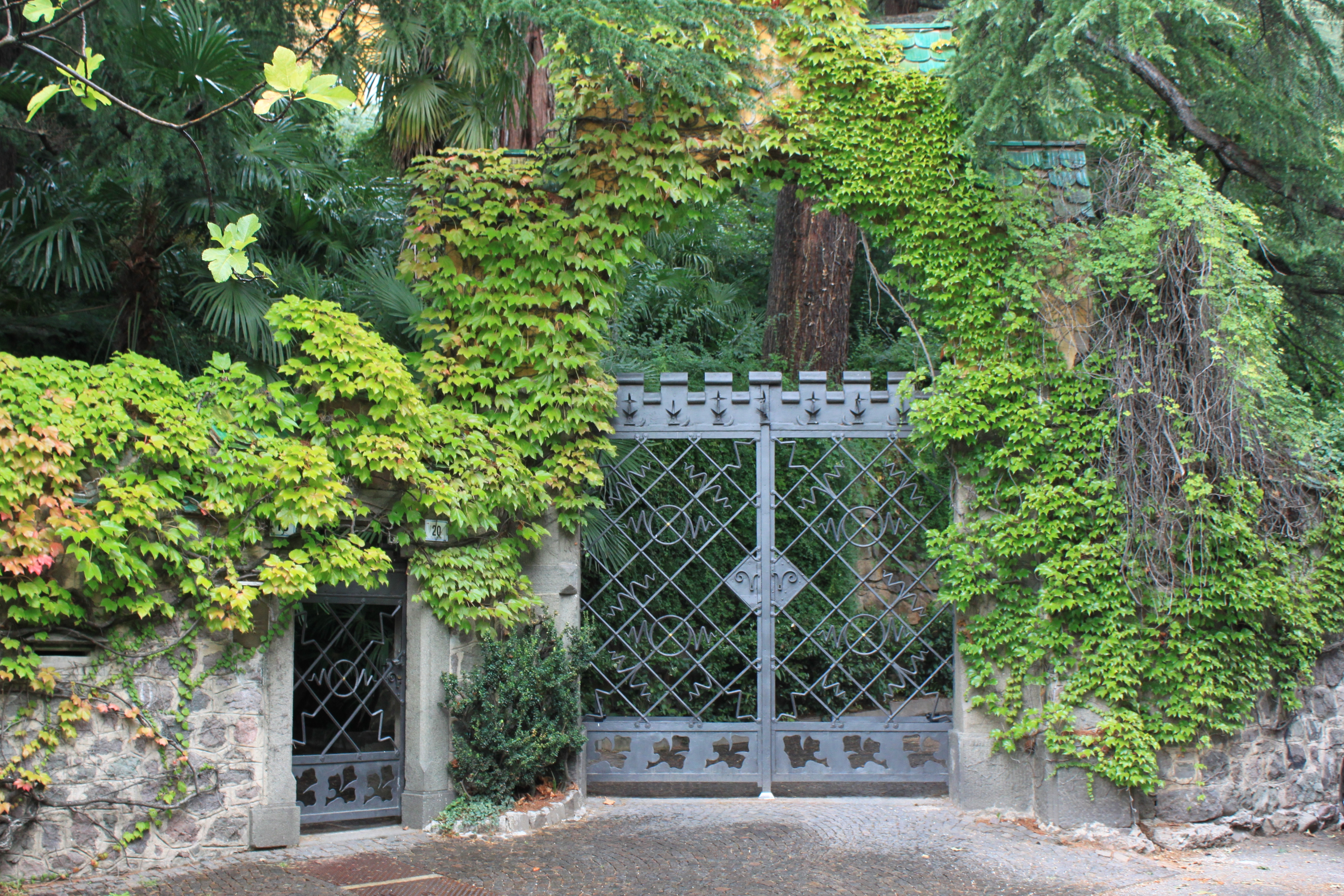
Der Eingang zur Villa Zeltnerheim in der Defreggerstraße 18–20 mit vielen „Z“ für Zeltner

Die Villa Zeltnerheim ist ein herrschaftliches Haus in Bozen-Gries. Es trägt den Namen der Nürnberger Unternehmerfamilie Zeltner, die sich im damaligen Kurort Gries ein Feriendomizil errichtete. Johannes Zeltner-Dietz war 1838 Mitbegründer der ersten Ultramarinfabrik Bayerns. Er reichte 1877 das erste deutsche Patent ein (für ein „Verfahren zur Herstellung einer rothen Ultramarinfarbe“) und gilt zusammen mit seinem Schwager Thomas Leykauf (1815–1871) als Wegbereiter der Farben- und Chemieindustrie in Deutschland.
Die vierstöckige Villa wurde 1893 in historistischem Stil nach Plänen von Adam Dietz errichtet und besitzt einen großen Park. Die Familie Zeltner-Dietz verbrachte hier zumeist längere Urlaubsaufenthalte. Nach dem Ersten Weltkrieg wurden in Südtirol alle Reichsdeutschen enteignet, und so kam das Haus in italienische Hände, zunächst an die venezianische Hoteliersfamilie Bauer-Grünwald (weshalb das Haus auch unter dem Namen Villa Grünwald bzw. italienisiert Villa Boscoverde bekannt ist). 1949 erbte der letzte italienische König Umberto II. die Villa, der sie – da er nach der Volksabstimmung über die Abschaffung der Monarchie 1946 italienisches Staatsgebiet nicht mehr betreten durfte – seiner Tochter Maria Beatrice (* 2. Februar 1943) schenkte. In den Fünfziger- und Sechzigerjahren entwickelte sich die Villa Zeltnerheim zu einem italienischen Kulturzentrum (zwei Stöcke wurden einem Circolo cittadino kostenlos zur Verfügung gestellt).